# Darmstadt Diamonds
I Darmstadt Diamonds sono una squadra di football americano di Darmstadt, in Germania, fondata nel 1985.

## Dettaglio stagioni

### Tornei nazionali

#### Campionato

##### Bundesliga/GFL
| Stagione | regular season | regular season | regular season | regular season | regular season | regular season | playoff | playoff | playoff | playoff | playoff | playoff          | playoff               |
|          | Vin            | Par            | Per            | Tot            | PF             | PS             | Vin     | Per     | Tot     | PF      | PS      | risultato        | avversaria            |
| -------- | -------------- | -------------- | -------------- | -------------- | -------------- | -------------- | ------- | ------- | ------- | ------- | ------- | ---------------- | --------------------- |
| 1990     | 9              | 0              | 3              | 12             | 204            | 106            | 0       | 1       | 1       | 0       | 7       | Wild Card        | Noris Rams            |
| 1991     | 6              | 0              | 8              | 14             | 177            | 285            | -       | -       | -       | -       | -       | -                | -                     |
| 1992     | 4              | 0              | 10             | 14             | 171            | 357            | -       | -       | -       | -       | -       | -                | -                     |
| 2006     | 3              | 1              | 8              | 12             | 237            | 319            | 0       | 1       | 1       | 0       | 79      | Quarti di finale | Braunschweig Lions    |
| 2007     | 1              | 0              | 11             | 12             | 102            | 356            | -       | -       | -       | -       | -       | -                | -                     |
| 2008     | 0              | 1              | 11             | 12             | 121            | 443            | 0       | 2       | 2       | 69      | 87      | Retrocessi       | Plattling Black Hawks |
| Totale   | 23             | 2              | 51             | 76             | 1012           | 1866           | 0       | 4       | 4       | 69      | 173     |                  |                       |

Fonti: Enciclopedia del Football - A cura di Roberto Mezzetti

##### 2. Bundesliga/GFL2
| Stagione | regular season | regular season | regular season | regular season | regular season | regular season | playoff | playoff | playoff | playoff | playoff | playoff   | playoff    |
|          | Vin            | Par            | Per            | Tot            | PF             | PS             | Vin     | Per     | Tot     | PF      | PS      | risultato | avversaria |
| -------- | -------------- | -------------- | -------------- | -------------- | -------------- | -------------- | ------- | ------- | ------- | ------- | ------- | --------- | ---------- |
| 1989     | 8              | 1              | 1              | 10             | 275            | 112            | -       | -       | -       | -       | -       | -         | -          |
| 1993     | 10             | 0              | 4              | 14             | 397            | 193            | -       | -       | -       | -       | -       | -         | -          |
| 1994     | 9              | 1              | 2              | 12             | 274            | 135            | -       | -       | -       | -       | -       | -         | -          |
| 1995     | 6              | 0              | 6              | 12             | 228            | 243            | -       | -       | -       | -       | -       | -         | -          |
| 1996     | 4              | 0              | 10             | 14             | 221            | 391            | -       | -       | -       | -       | -       | -         | -          |
| 2000     | 8              | 0              | 6              | 14             | 248            | 258            | -       | -       | -       | -       | -       | -         | -          |
| 2001     | 8              | 0              | 2              | 10             | 295            | 201            | -       | -       | -       | -       | -       | -         | -          |
| 2002     | 4              | 1              | 9              | 14             | 193            | 368            | -       | -       | -       | -       | -       | -         | -          |
| 2003     | 10             | 1              | 1              | 12             | 386            | 123            | -       | -       | -       | -       | -       | -         | -          |
| 2004     | 8              | 1              | 3              | 12             | 300            | 168            | -       | -       | -       | -       | -       | -         | -          |
| 2005     | 12             | 0              | 2              | 14             | 533            | 227            | -       | -       | -       | -       | -       | -         | -          |
| 2009     | 8              | 0              | 6              | 12             | 321            | 175            | -       | -       | -       | -       | -       | -         | -          |
| 2010     | 4              | 2              | 8              | 14             | 247            | 255            | -       | -       | -       | -       | -       | -         | -          |
| 2011     | 10             | 0              | 4              | 14             | 282            | 220            | -       | -       | -       | -       | -       | -         | -          |
| 2012     | 3              | 0              | 11             | 14             | 253            | 328            | -       | -       | -       | -       | -       | -         | -          |
| 2014     | 5              | 0              | 9              | 14             | 183            | 260            | -       | -       | -       | -       | -       | -         | -          |
| 2015     | 3              | 0              | 11             | 14             | 158            | 487            | -       | -       | -       | -       | -       | -         | -          |
| 2019     | 3              | 0              | 9              | 12             | 176            | 420            | -       | -       | -       | -       | -       | -         | -          |
| Totale   | 123            | 7              | 104            | 234            | 4970           | 4564           | -       | -       | -       | -       | -       |           |            |

Fonti: Enciclopedia del Football - A cura di Roberto Mezzetti

##### Regionalliga/Verbandsliga
| Stagione | regular season | regular season | regular season | regular season | regular season | regular season | playoff | playoff | playoff | playoff | playoff | playoff      | playoff                |
|          | Vin            | Par            | Per            | Tot            | PF             | PS             | Vin     | Per     | Tot     | PF      | PS      | risultato    | avversaria             |
| -------- | -------------- | -------------- | -------------- | -------------- | -------------- | -------------- | ------- | ------- | ------- | ------- | ------- | ------------ | ---------------------- |
| 1986     | 4              | 0              | 4              | 8              | 148            | 84             | -       | -       | -       | -       | -       | -            | -                      |
| 1987     | 8              | 0              | 0              | 8              | 175            | 54             | 0       | 2       | 2       | 13      | 52      | Non promossi | Ulm Sparrows           |
| 1988     | 10             | 0              | 0              | 10             | 371            | 58             | 3       | 0       | 3       | 101     | 28      | Promossi     | Neu Ulm Barracudas     |
| 1997     | 7              | 1              | 4              | 12             | 297            | 201            | -       | -       | -       | -       | -       | -            | -                      |
| 1998     | 5              | 1              | 6              | 12             | 322            | 217            | -       | -       | -       | -       | -       | -            | -                      |
| 1999     | 10             | 0              | 0              | 10             | 449            | 41             | 2       | 0       | 2       | 70      | 13      | Promossi     | Rottenburg Red Knights |
| 2013     | 10             | 0              | 0              | 10             | 306            | 69             | -       | -       | -       | -       | -       | -            | -                      |
| 2016     | 3              | 1              | 6              | 10             | 80             | 164            | -       | -       | -       | -       | -       | -            | -                      |
| 2017     | 7              | 0              | 3              | 10             | 250            | 149            | -       | -       | -       | -       | -       | -            | -                      |
| 2018     | 8              | 0              | 0              | 8              | 354            | 65             | 1       | 1       | 2       | 51      | 50      | Promossi     | [ 1 ]                  |
| Totale   | 72             | 3              | 23             | 98             | 2752           | 1102           | 6       | 3       | 9       | 235     | 143     |              |                        |

Fonti: Enciclopedia del Football - A cura di Roberto Mezzetti